# 1142
1142 كانت سنة بسيطة تبدأ يوم الخميس حسب التقويم اليولياني.

## أحداث
- حصار قورية في الفترة ما بين مايو ويونيو.

## مواليد
- المستضيء بأمر الله

## وفيات
- علي بن محمد بن غرير آل حميد
- ريفيرتر الأول، نبيل كتلاني، خدم في جيش المرابطين.